# Licence d'informatique
La Licence d'informatique en France est une formation de l'enseignement supérieur qui se prépare en 3 ans (Système LMD : L1, L2, L3) après le baccalauréat et permet une poursuite d'étude en Master.
Les spécialisations de cette licence sont : base de données, génie logiciel, informatique productique, informatique de gestion, informatique industrielle, informatique scientifique, intelligence artificielle, Micro-informatique, réseau informatique, système informatique.
Les deux premières années (L1, L2) peuvent être faites en BTS, DUT ou au sein d'écoles spécialisées ; la troisième (L3) peut être faite soit en licence, soit en licence professionnelle.

## Orientation en Master
Le code de l'éducation fixe une liste des compatibilités des diplômes nationaux de licence avec les diplômes nationaux de master. Les recteurs d'académies et les universités s'appuient sur cette liste pour donner une admission aux étudiants souhaitant poursuivre leurs études.
| Diplôme national de licence | Liste des diplômes nationaux de masters compatibles                                                           |
| --------------------------- | --- |
| Informatique.               | Audiovisuel, médias interactifs numériques, jeux vidéo.                                                       |
| Informatique.               | Bio-informatique.                                                                                             |
| Informatique.               | Calcul intensif, simulation.                                                                                  |
| Informatique.               | Géomatique.                                                                                                   |
| Informatique.               | Informatique.                                                                                                 |
| Informatique.               | Management des systèmes d'information.                                                                        |
| Informatique.               | Mathématiques et informatique appliquées aux sciences humaines et sociales - MIASHS.                          |
| Informatique.               | Méthodes informatiques appliquées à la gestion des entreprises - MIAGE.                                       |
| Informatique.               | Réseaux et télécommunication.                                                                                 |
| Informatique.               | Traitement automatique des langues.                                                                           |
| Informatique.               | Électronique, énergie électrique, automatique.                                                                |
| Informatique.               | Humanités numériques.                                                                                         |
| Informatique.               | Ingénierie des systèmes complexes                                                                             |
| Informatique.               | Santé publique.                                                                                               |
| Informatique.               | Métiers de l'enseignement, de l'éducation et de la formation (MEEF), 1er degré.                               |
| Informatique.               | Métiers de l'enseignement, de l'éducation et de la formation (MEEF), 2e degré.                                |
| Informatique.               | Métiers de l'enseignement, de l'éducation et de la formation (MEEF), pratiques et ingénierie de la formation. |